# XScale

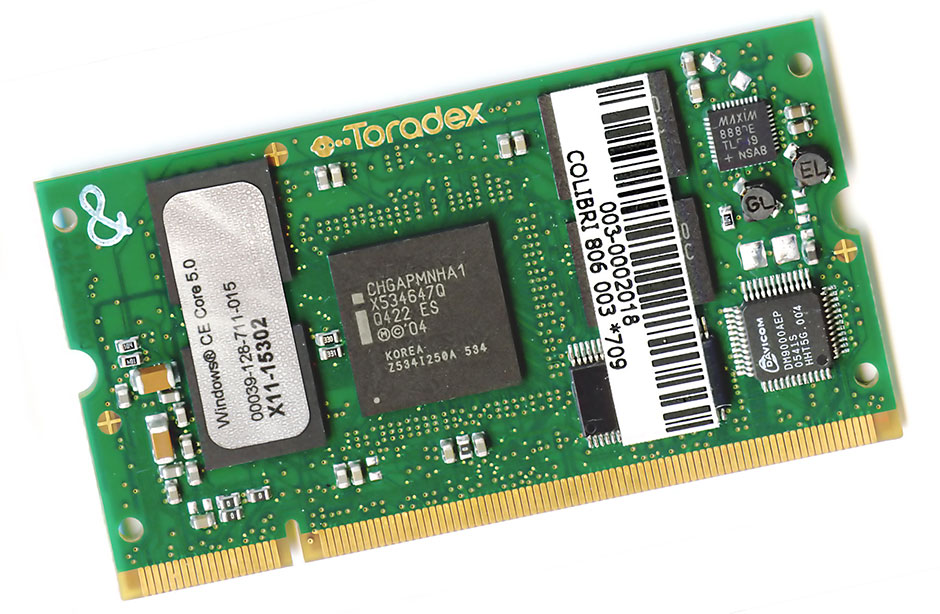
Toradex Colibri XScale Monahans PXA320 SODIMM-module.

XScale är en processortyp tillverkad av det amerikanska företaget Intel och är en implementation av femte generationens ARM arkitektur. I juni 2006 sålde Intel PXA-serien, där XScale ingår, till Marvell Technology Group.